# Crypturellus duidae
Il tinamo zampegrigie (Crypturellus duidae Zimmer, 1938) è un uccello  della famiglia dei Tinamidi diffuso in Colombia centro-orientale e Venezuela meridionale.

## Aspetti morfologici
Lunghezza: 28,5–31 cm.

## Conservazione
Non globalmente minacciato.

Poco conosciuto, la specie ha un areale molto ristretto, che, per ora, non è a rischio.